# Lagoa Vermelha (Saquarema)
A Lagoa Vermelha é uma laguna costeira hipersalina, composta de três pequenas lagoas artificialmente divididas, localizada entre as cidades de Saquarema e Araruama, faz parte do Parque Estadual da Costa do Sol, no estado do Rio de Janeiro.
Uma restinga de 350 metros de largura separa a lagoa do Oceano Atlântico e é interligada com a Lagoa de Araruama através de canais.
A alta concentração salina e de hidrogênio sulfuroso torna as águas da Lagoa Vermelha uma fonte de banhos terapêuticos.
Nas suas imediações há a centenária Salina Carvalho, com moinhos de vento.

## Geologia
A presença de estromatólitos, com predominância de dolomitas estratificada de formação primária, na Lagoa Vermelha lhe garante a raridade e importância científica internacional. Os sedimentos da lagoa também são constituídos de quartzo, carbonato e matéria orgânica.

## Flora
A flora em suas imediações é do tipo restinga, com presença de diversas espécies de bromélias. Em suas águas há a presença de algas de coloração avermelhada, que dá origem ao nome da lagoa.

## Fauna
Em suas imediações pode-se encontrar o formigueiro-do-litoral, a borboleta-da-praia, o sabiá-da-praia., entre outros.